# Lliga Catalana d'Escacs
La Lliga Catalana d'Escacs és una competició d'escacs per equips organitzada per la Federació Catalana d'Escacs. De fet és la competició d'escacs federats per excel·lència a Catalunya, ja que hi participen tots el club d'escacs de Catalunya i Andorra. Antigament, la competició era coneguda com a Campionat de Catalunya d'Escacs per Equips. Hi participen més de 5.000 jugadors de 500 equips.

## Categories
La Lliga Catalana d'Escacs consta de diferents categories. La primera categoria és la Divisió d'Honor on hi competeixen els millors escaquistes del país. Les categories s'organitzen de la següent forma:
- Divisió d'Honor
- Primera Catalana
- Segona Catalana
- Preferent provincial
- Primera provincial
- Segona provincial
- Tercera provincial

## Edicions Divisió d'Honor
L'historial dels diferents campions i subcampions de la Lliga Catalana d'Escacs és la següent:
| Edició  | Any    | Campió                                              | Subcampió                                           | refs         |
| ------- | ------ | --------------------------------------------------- | --------------------------------------------------- | ------------ |
| I       | 1927   | Penya Gracienca                                     | Ruy López                                           | [ 3 ]        |
| II      | 1930   | Ruy López                                           | Barcelona                                           | [ 3 ]        |
| III     | 1932   | Barcelona                                           | Ruy López-Tívoli                                    | [ 3 ]        |
| IV      | 1934   | Ruy López-Tívoli                                    | Comtal                                              | [ 3 ]        |
| V       | 1945   | Barcelona                                           | Comtal                                              | [ 3 ]        |
| VI      | 1947   | Barcelona                                           | Terrassa                                            | [ 3 ]        |
| VII     | 1948   | Sabadell                                            | Barcelona                                           | [ 3 ] [ 4 ]  |
| VIII    | 1949   | Ruy López-Tívoli                                    | Terrassa                                            | [ 3 ]        |
| IX      | 1951   | Espanyol                                            | Barcelona                                           | [ 3 ]        |
| X       | 1953   | Ruy López-Tívoli                                    | Barcelona                                           | [ 3 ]        |
| XI      | 1954   | Terrassa                                            | Barcelona                                           | [ 3 ]        |
| XII     | 1955   | Barcelona                                           | Terrassa                                            | [ 3 ]        |
| XIII    | 1956   | Barcelona                                           | Espanyol                                            | [ 3 ]        |
| XIV     | 1957   | Barcelona                                           | Terrassa                                            | [ 3 ]        |
| XV      | 1958   | Barcelona                                           | Terrassa                                            | [ 3 ]        |
| XVI     | 1959   | Barcelona                                           | Espanyol                                            | [ 3 ]        |
| XVII    | 1960   | Paluzie                                             | Barcelona                                           | [ 3 ]        |
| XVIII   | 1961   | Espanyol                                            | Sants                                               | [ 3 ]        |
| XIX     | 1962   | Espanyol                                            | Barcelona                                           | [ 3 ]        |
| XX      | 1963   | Ruy López-Paluzie                                   | UGA                                                 | [ 3 ]        |
| XXI     | 1964   | Terrassa                                            | Barcelona                                           | [ 3 ]        |
| XXII    | 1965   | Ruy López-Paluzie                                   | Espanyol                                            | [ 3 ]        |
| XXIII   | 1966   | Ruy López-Paluzie                                   | Barcelona                                           | [ 3 ]        |
| XXIV    | 1967   | Terrassa                                            | Barcelona                                           | [ 3 ]        |
| XXV     | 1968   | Espanyol                                            | Terrassa                                            | [ 3 ]        |
| XXVI    | 1969   | Terrassa                                            | Espanyol                                            | [ 3 ]        |
| XXVII   | 1971   | Espanyol                                            | Terrassa                                            | [ 3 ]        |
| XXVIII  | 1972   | Terrassa                                            | UGA                                                 | [ 3 ]        |
| XXIX    | 1973   | UGA                                                 | Espanyol                                            | [ 3 ]        |
| XXX     | 1974   | UGA                                                 | Barcinona                                           | [ 3 ]        |
| XXXI    | 1975   | Espanyol                                            | SEAT                                                | [ 3 ]        |
| XXXII   | 1976   | UGA                                                 | Terrassa                                            | [ 3 ]        |
| XXXIII  | 1977   | Olot                                                | Espanyol                                            | [ 3 ]        |
| XXXIV   | 1978   | Vulcà                                               | Olot                                                | [ 3 ]        |
| XXXV    | 1979   | Vulcà                                               | UGA                                                 | [ 3 ]        |
| XXXVI   | 1979-2 | UGA                                                 | Espanyol                                            | [ 3 ]        |
| XXXVII  | 1980   | Barcinona                                           | Vulcà                                               | [ 3 ]        |
| XXXVIII | 1981   | Vulcà                                               | Terrassa                                            | [ 3 ]        |
| XXXIX   | 1982   | UGA                                                 | Vulcà                                               | [ 3 ]        |
| XL      | 1983   | Vulcà                                               | UGA                                                 | [ 3 ]        |
| XLI     | 1984   | Vulcà                                               | Barcelona                                           | [ 3 ]        |
| XLII    | 1985   | Vulcà                                               | UGA                                                 | [ 3 ]        |
| XLIII   | 1986   | UGA                                                 | Vulcà                                               | [ 3 ]        |
| XLIV    | 1987   | UGA                                                 | Centelles                                           | [ 3 ]        |
| XLV     | 1988   | Vulcà                                               | UGA                                                 | [ 3 ]        |
| XLVI    | 1989   | Barcelona                                           | Vulcà                                               | [ 3 ]        |
| XLVII   | 1990   | Vulcà                                               | Terrassa                                            | [ 3 ]        |
| XLVIII  | 1991   | Vulcà                                               | Foment Martinenc                                    | [ 3 ]        |
| XLIX    | 1992   | Vulcà                                               | Hortenc                                             | [ 3 ]        |
| L       | 1993   | Vulcà                                               | Terrassa                                            | [ 3 ]        |
| LI      | 1994   | Barcino                                             | Foment Martinenc                                    | [ 3 ]        |
| LII     | 1995   | Barcino                                             | Sitges                                              | [ 3 ]        |
| LIII    | 1996   | UGA                                                 | Barcino                                             | [ 3 ]        |
| LIV     | 1997   | UGA                                                 | Barcino                                             | [ 3 ]        |
| LV      | 1998   | Foment Martinenc                                    | Terrassa                                            | [ 3 ]        |
| LVI     | 1999   | Barcelona-Vulcà                                     | UGA                                                 | [ 3 ]        |
| LVII    | 2000   | Barcelona-Vulcà                                     | UGA                                                 | [ 3 ]        |
| LVIII   | 2001   | UGA                                                 | Barcelona-Vulcà                                     | [ 3 ]        |
| LIX     | 2002   | Barcelona-Vulcà                                     | UGA                                                 | [ 3 ]        |
| LX      | 2003   | UGA                                                 | Barcelona-Vulcà                                     | [ 3 ]        |
| LXI     | 2004   | UGA                                                 | Foment Martinenc                                    | [ 3 ]        |
| LXII    | 2005   | UGA                                                 | Foment Martinenc                                    | [ 3 ]        |
| LXIII   | 2006   | Montcada                                            | Foment Martinenc                                    | [ 3 ]        |
| LXIV    | 2007   | Montcada                                            | UGA                                                 | [ 3 ]        |
| LXV     | 2008   | Montcada                                            | Cerdanyola Vallès                                   | [ 3 ]        |
| LXVI    | 2009   | Montcada                                            | UGA                                                 | [ 3 ]        |
| LXVII   | 2010   | SCC Sabadell                                        | Barberà del Vallès                                  | [ 3 ]        |
| LXVIII  | 2011   | UGA                                                 | SCC Sabadell                                        | [ 3 ]        |
| LXIX    | 2012   | Escola Escacs de BCN                                | Barcelona-UGA                                       | [ 3 ] [ 5 ]  |
| LXX     | 2013   | SCC Sabadell                                        | Barcelona-UGA                                       | [ 3 ] [ 6 ]  |
| LXXI    | 2014   | Barcelona-UGA                                       | SCC Sabadell                                        | [ 3 ] [ 7 ]  |
| LXXII   | 2015   | Barcelona-UGA                                       | SCC Sabadell                                        | [ 3 ] [ 8 ]  |
| LXXIII  | 2016   | Mollet                                              | Escola Escacs de BCN                                | [ 3 ] [ 9 ]  |
| LXXIV   | 2017   | SCC Sabadell                                        | Mollet                                              | [ 3 ] [ 10 ] |
| LXXV    | 2018   | SCC Sabadell                                        | Escola Escacs de BCN                                | [ 3 ] [ 11 ] |
| LXXVI   | 2019   | SCC Sabadell                                        | Barberà del Vallès                                  | [ 3 ] [ 12 ] |
| LXXVII  | 2020   | No finalitzà per motiu de la Pandèmia de COVID-19.  | No finalitzà per motiu de la Pandèmia de COVID-19.  | [ 3 ]        |
| -       | 2021   | No es disputa per motiu de la Pandèmia de COVID-19. | No es disputa per motiu de la Pandèmia de COVID-19. | [ 3 ] [ 13 ] |
| LXXVIII | 2022   | Barberà del Vallès                                  | SCC Sabadell                                        | [ 3 ]        |
| LXXIX   | 2023   | SCC Sabadell                                        | Barcelona                                           | [ 3 ]        |
| LXXX    | 2024   | Club d'Escacs Platja d'Aro                          | SCC Sabadell                                        | [ 3 ]        |

| Equip                            | Títols | Anys campió                                                                              |
| -------------------------------- | ------ | ---------------------------------------------------------------------------------------- |
| Unió Gracienca d'Escacs          | 15     | 1927, 1973, 1974, 1976, 1979, 1982, 1986, 1987, 1996, 1997, 2001, 2003, 2004, 2005, 2011 |
| Club Escacs Barcelona            | 14     | 1932, 1945, 1947, 1955, 1956, 1957, 1958, 1959, 1989, 1999, 2000, 2002, 2014, 2015       |
| Club Escacs Vulcà                | 11     | 1978, 1979, 1981, 1983, 1984, 1985, 1988, 1990, 1991, 1992, 1993                         |
| Club d'escacs Ruy López          | 8      | 1930, 1934, 1949, 1953, 1960, 1963, 1965, 1966                                           |
| Societat Coral Colon de Sabadell | 7      | 2010, 2013, 2017, 2018, 2019, 2020, 2023                                                 |
| Club d'Escacs Espanyol           | 6      | 1951, 1961, 1962, 1968, 1971, 1975                                                       |
| Club d'Escacs Terrassa           | 5      | 1954, 1964, 1967, 1969, 1972                                                             |
| Unió Escacs Montcada             | 4      | 2006, 2007, 2008, 2009                                                                   |
| Club Escacs Barcino              | 3      | 1980, 1994, 1995                                                                         |
| Club d'Escacs Sabadell           | 1      | 1948                                                                                     |
| Club Escacs Olot                 | 1      | 1977                                                                                     |
| Foment Martinenc                 | 1      | 1998                                                                                     |
| Escola d'Escacs de Barcelona     | 1      | 2012                                                                                     |
| Club d'Escacs Mollet             | 1      | 2016                                                                                     |
| Club Escacs Barberà              | 1      | 2022                                                                                     |

## Edicions

### 2011
La Divisió d'honor d'escacs 2011 inclou els equips i resultats de la temporada 2011 de la màxima categoria de la Lliga Catalana d'Escacs que organitza la Federació Catalana d'Escacs. La UGA es proclama campió de la divisió d'honor de la lliga catalana d'escacs després d'un final de torneig molt emocionant i inesperat després el Colon Sabadell (que anava líder) va ensopegar amb el Barcelona en l'última ronda. Perden la categoria el Sant Andreu, Barcelona i l'Ateneu Colón.
| Equip                | Ciutat                |
| -------------------- | --------------------- |
| ESCOLA ESCACS DE BCN | Barcelona             |
| COLON SABADELL       | Sabadell              |
| CERDANYOLA VALLES    | Cerdanyola del Vallès |
| UGA                  | Barcelona             |
| BARBERA              | Barberà del Vallès    |
| FOMENT               | Barcelona             |
| MONTCADA             | Montcada i Reixac     |
| TERRASSA             | Terrassa              |
| LLEIDA               | Lleida                |
| BARCELONA            | Barcelona             |
| SANT ANDREU          | Barcelona             |
| ATENEU COLON         | Barcelona             |

Es mostra els resultats de les onze rondes de la divisió d'honor d'escacs jugats.
Divisió Honor
|    |                      | 1 | 2   | 3   | 4   | 5   | 6   | 7 | 8   | 9   | 10 | 11  | 12 |
| -- | -------------------- | - | --- | --- | --- | --- | --- | - | --- | --- | -- | --- | -- |
| 1  | TERRASSA             | - | 1   | 0   | 0   | 0   | 0   | 1 | 0   | 1   | 1  | 0.5 | 0  |
| 2  | FOMENT               | 0 | -   | 0.5 | 0   | 0   | 1   | 0 | 1   | 0   | 0  | 1   | 1  |
| 3  | COLON SABADELL       | 1 | 0.5 | -   | 1   | 0.5 | 1   | 1 | 1   | 0.5 | 1  | 1   | 1  |
| 4  | CERDANYOLA VALLES    | 1 | 1   | 0   | -   | 0   | 0   | 1 | 0   | 0.5 | 1  | 0   | 1  |
| 5  | UGA                  | 1 | 1   | 0.5 | 1   | -   | 0.5 | 1 | 0.5 | 1   | 1  | 1   | 1  |
| 6  | LLEIDA               | 1 | 0   | 0   | 1   | 0.5 | -   | 1 | 1   | 1   | 0  | 0.5 | 1  |
| 7  | SANT ANDREU          | 0 | 1   | 0   | 0   | 0   | 0   | - | 1   | 0   | 0  | 0   | 1  |
| 8  | MONTCADA             | 1 | 0   | 0   | 1   | 0.5 | 0   | 0 | -   | 1   | 0  | 1   | 1  |
| 9  | BARCELONA            | 0 | 1   | 0.5 | 0.5 | 0   | 0   | 1 | 0   | -   | 0  | 0   | 1  |
| 10 | BARBERA              | 1 | 1   | 0   | 0   | 0   | 1   | 1 | 1   | 1   | -  | 1   | 1  |
| 11 | ESCOLA ESCACS DE BCN | 0 | 0   | 0   | 1   | 0   | 0.5 | 1 | 0   | 1   | 0  | -   | 1  |
| 12 | ATENEU COLON         | 0 | 0   | 0   | 0   | 0   | 0   | 0 | 0   | 0   | 0  | 0   | -  |

Es mostra la classificació final de la divisió d'honor d'escacs.
Divisió Honor
| Pos. | Equip             | Punts | SB     |  |
| ---- | ----------------- | ----- | ------ |  |
| 1    | UGA               | 9.5   | 357    |  |
| 2    | COLON SABADELL    | 9.5   | 333.75 |  |
| 3    | BARBERA           | 8     | 315.75 |  |
| 4    | LLEIDA            | 7     | 343.5  |  |
| 5    | MONTCADA          | 5.5   | 283.5  |  |
| 6    | CERDANYOLA VALLES | 5.5   | 249.75 |  |
| 7    | TERRASSA          | 5     | 216.25 |  |
| 8    | FOMENT            | 4.5   | 271    |  |
| 9    | ESCOLA ESCACS BCN | 4.5   | 269.5  |  |
| 10   | BARCELONA         | 4     | 225    |  |
| 11   | SANT ANDREU       | 3     | 239.5  |  |
| 12   | ATENEU COLON      | 0     | 180.25 |  |

El Figueres, Tarragona i el Sant Josep seran els equips que ascendeixen a la màxima categoria per la participació en la divisió d'honor d'escacs 2012. El Figueres i el Sant Josep ascendeixen directament com a campions de primera divisió, i el Tarragona aconsegueix l'ascens després de guanyar per play-off al Sitges per 6.5 a 3.5 i la propera temporada estarà a la divisió d'honor després de 24 anys.

### 2012
La Divisió d'honor d'escacs 2012 inclou els equips i resultats de la temporada 2012 de la màxima categoria de la Lliga Catalana d'Escacs que organitza la Federació Catalana d'Escacs. L'Escola d'Escacs de Barcelona es proclama per primer cop a la història campió de la divisió d'honor de la lliga catalana d'escacs. Mentre que Tarragona, Lleida i Terrassa perden la categoria i baixen a primera divisió catalana.
| Equip                | Ciutat                |
| -------------------- | --------------------- |
| ESCOLA ESCACS DE BCN | Barcelona             |
| COLON SABADELL       | Sabadell              |
| SANT JOSEP BADALONA  | Badalona              |
| CERDANYOLA VALLES    | Cerdanyola del Vallès |
| BARCELONA UGA        | Barcelona             |
| BARBERA              | Barberà del Vallès    |
| FOMENT               | Barcelona             |
| FIGUERES             | Figueres              |
| MONTCADA             | Montcada i Reixac     |
| TERRASSA             | Terrassa              |
| LLEIDA               | Lleida                |
| TARRAGONA            | Tarragona             |

Es mostra els resultats de les onze rondes de la divisió d'honor d'escacs jugats.
Divisió Honor
|    |                      | 1   | 2   | 3 | 4   | 5   | 6 | 7   | 8 | 9   | 10  | 11  | 12 |
| -- | -------------------- | --- | --- | - | --- | --- | - | --- | - | --- | --- | --- | -- |
| 1  | COLON SABADELL       | -   | 0.5 | 1 | 0   | 1   | 1 | 0.5 | 1 | 1   | 1   | 0.5 | 0  |
| 2  | BARBERA              | 0.5 | -   | 1 | 0.5 | 1   | 1 | 0.5 | 1 | 0.5 | 1   | 1   | 0  |
| 3  | TERRASSA             | 0   | 0   | - | 0   | 0   | 1 | 0   | 0 | 0   | 0   | 0   | 1  |
| 4  | BARCELONA UGA        | 1   | 0.5 | 1 | -   | 1   | 1 | 0   | 1 | 1   | 1   | 1   | 1  |
| 5  | FOMENT               | 0   | 0   | 1 | 0   | -   | 1 | 0   | 1 | 0   | 0.5 | 1   | 1  |
| 6  | TARRAGONA            | 0   | 0   | 0 | 0   | 0   | - | 0   | 0 | 0   | 0   | 0   | 0  |
| 7  | ESCOLA ESCACS DE BCN | 0.5 | 0.5 | 1 | 1   | 1   | 1 | -   | 1 | 1   | 1   | 1   | 1  |
| 8  | LLEIDA               | 0   | 0   | 1 | 0   | 0   | 1 | 0   | - | 1   | 0   | 0   | 0  |
| 9  | CERDANYOLA VALLES    | 0   | 0.5 | 1 | 0   | 1   | 1 | 0   | 0 | -   | 0   | 1   | 0  |
| 10 | SANT JOSEP BADALONA  | 0   | 0   | 1 | 0   | 0.5 | 1 | 0   | 1 | 1   | -   | 1   | 0  |
| 11 | FIGUERES             | 0.5 | 0   | 1 | 0   | 0   | 1 | 0   | 1 | 0   | 0   | -   | 1  |
| 12 | MONTCADA             | 1   | 1   | 0 | 0   | 0   | 1 | 0   | 1 | 1   | 1   | 0   | -  |

Es mostra la classificació final de la divisió d'honor d'escacs.
Divisió Honor
| Pos. | Equip               | Punts | SB     |  |
| ---- | ------------------- | ----- | ------ |  |
| 1    | ESCOLA ESCACS BCN   | 10    | 368    |  |
| 2    | BARCELONA UGA       | 9.5   | 339.25 |  |
| 3    | BARBERA             | 8     | 331.5  |  |
| 4    | COLON SABADELL      | 7.5   | 344.5  |  |
| 5    | MONTCADA            | 6     | 319.5  |  |
| 6    | FOMENT              | 5.5   | 240.75 |  |
| 7    | SANT JOSEP BADALONA | 5.5   | 203.5  |  |
| 8    | FIGUERES            | 4.5   | 232.25 |  |
| 9    | CERDANYOLA VALLES   | 4.5   | 203.25 |  |
| 10   | LLEIDA              | 3     | 219.75 |  |
| 11   | TERRASSA            | 2     | 179.75 |  |
| 12   | TARRAGONA           | 0     | 180.5  |  |

El Sant Andreu, Sitges i l'Andorra seran els equips que ascendeixen a la màxima categoria per la participació en la divisió d'honor d'escacs 2013. El Sitges i l'Andorra ascendeixen directament com a campions de primera, i el Sant Andreu ascendeix en guanyar en el play-off al Reus Deportiu per 6.5 a 3.5

### 2013
La Divisió d'honor d'escacs 2013 inclou els equips i resultats de la temporada 2013 de la màxima categoria de la Lliga Catalana d'Escacs que organitza la Federació Catalana d'Escacs.
| Equip                | Ciutat                |
| -------------------- | --------------------- |
| SANT ANDREU          | Barcelona             |
| SITGES               | Sitges                |
| ESCOLA ESCACS DE BCN | Barcelona             |
| COLON SABADELL       | Sabadell              |
| SANT JOSEP BADALONA  | Badalona              |
| CERDANYOLA VALLES    | Cerdanyola del Vallès |
| BARCELONA UGA        | Barcelona             |
| ANDORRA              | Andorra la Vella      |
| BARBERA              | Barberà del Vallès    |
| FOMENT               | Barcelona             |
| FIGUERES             | Figueres              |
| MONTCADA             | Montcada i Reixac     |

Es mostra els resultats de les onze rondes de la divisió d'honor d'escacs jugats els dissabtes del 19 de gener al 13 d'abril.
Divisió Honor
|    |                      | 1   | 2   | 3   | 4   | 5   | 6   | 7   | 8   | 9   | 10  | 11  | 12  |
| -- | -------------------- | --- | --- | --- | --- | --- | --- | --- | --- | --- | --- | --- | --- |
| 1  | BARBERA              | -   | 7   | 3.5 | 4   | 6.5 | 4.5 | 6   | 9.5 | 1   | 9   | 3.5 | 6.5 |
| 2  | CERDANYOLA VALLES    | 3   | -   | 2.5 | 1   | 6   | 5   | 4.5 | 6   | 2   | 6   | 2.5 | 6   |
| 3  | MONTCADA             | 6.5 | 7.5 | -   | 4   | 9   | 7.5 | 6   | 8.5 | 4   | 5.5 | 4.5 | 6   |
| 4  | COLON SABADELL       | 6   | 9   | 6   | -   | 8   | 6   | 7.5 | 6.5 | 7   | 8   | 6   | 6.5 |
| 5  | ANDORRA              | 3.5 | 4   | 1   | 2   | -   | 5   | 3.5 | 6.5 | 3   | 5.5 | 2.5 | 4.5 |
| 6  | SANT JOSEP BADALONA  | 5.5 | 5   | 2.5 | 4   | 5   | -   | 7.5 | 7.5 | 3   | 4.5 | 6.5 | 5.5 |
| 7  | FOMENT               | 4   | 5.5 | 4   | 2.5 | 6.5 | 2.5 | -   | 7   | 3.5 | 7   | 3   | 5   |
| 8  | SITGES               | 0.5 | 4   | 1.5 | 3.5 | 3.5 | 2.5 | 5   | -   | 1.5 | 3   | 4.5 | 3   |
| 9  | BARCELONA UGA        | 9   | 8   | 6   | 3   | 7   | 7   | 6.5 | 8.5 | -   | 9.5 | 7.5 | 6.5 |
| 10 | FIGUERES             | 1   | 4   | 4.5 | 2   | 4.5 | 5.5 | 3   | 7   | 0.5 | -   | 10  | 4.5 |
| 11 | ESCOLA ESCACS DE BCN | 6.5 | 7.5 | 5.5 | 4   | 7.5 | 3.5 | 7   | 5.5 | 2.5 | 0   | -   | 6.5 |
| 12 | SANT ANDREU          | 3.5 | 4   | 4   | 3.5 | 5.5 | 4.5 | 5   | 7   | 3.5 | 5.5 | 3.5 | -   |

Es mostra la classificació final de la divisió d'honor d'escacs. El Colon Sabadell es proclamà per segon cop a la història campió de la divisió d'honor de la lliga catalana d'escacs guanyant tots els matxs.
Divisió Honor
| Pos. | Equip                | Punts | SB     |
| ---- | -------------------- | ----- | ------ |
| 1    | COLON SABADELL       | 11    | 376    |
| 2    | BARCELONA UGA        | 10    | 360.5  |
| 3    | MONTCADA             | 8     | 320.25 |
| 4    | ESCOLA ESCACS DE BCN | 7     | 279.75 |
| 5    | SANT JOSEP BADALONA  | 6     | 268.5  |
| 6    | BARBERA              | 6     | 260.75 |
| 7    | FOMENT               | 4.5   | 237    |
| 8    | CERDANYOLA VALLES    | 4.5   | 190.75 |
| 9    | SANT ANDREU          | 3.5   | 248.75 |
| 10   | FIGUERES             | 3     | 230.5  |
| 11   | ANDORRA              | 2.5   | 194.5  |
| 12   | SITGES               | 0     | 172.5  |

Els dos últims classificats, Andorra i Sitges, jugaren un play-off per la permanència a la divisió d'honor. Els resultats varen ser:
- Andorra 8.5 - 1.5 Mollet
- Terrassa 5 - 5 Sitges (guanyà el Sitges per desempat holandès)

La divisió d'honor d'escacs 2014 tindrà una modificació substancial en l'estructura, augmentant a 16 els equips en comptes dels 12 actuals. Per això, i com no baixa cap equip, els equips que ascendeixen són els campions i subcampions de la categoria primera catalana que són: Tres Peons, Peona i Peó, Reus Deportiu i Lleida.